# Benjamin Stoloff
Benjamin Stoloff (Filadèlfia, 6 d'octubre de 1885 - Hollywood, 8 de setembre de 1960) va ser un director de cinema i productor estatunidenc.

## Filmografia com a director
- 1924: On the Job
- 1924: When Wise Ducks Meet
- 1924: Stretching the Truth
- 1924: In-Bad the Sailor
- 1924: Stolen Sweeties
- 1924: Roaring Lions at Home
- 1925: Sweet Marie
- 1925: The Heart Breaker
- 1925:East Side, West Side
- 1926: The Fighting Tailor
- 1926: The Mad Racer
- 1926: Matrimony Blues
- 1926: It's a Pipe
- 1926: The Canyon of Light
- 1927: The Circus Ace
- 1927: The Gay Retreat
- 1927: Silver Valley
- 1928: Mind Your Business
- 1928: A Horseman of the Plains
- 1928: Plastered in Paris
- 1928: The Bath Between
- 1929: Speakeasy
- 1929: Protection
- 1929: Happy Days
- 1929: The Girl from Havana
- 1930: New Movietone Follies of 1930
- 1930: Soup to Nuts
- 1931: Three Rogues
- 1931: Goldie
- 1932: Slide, Babe, Slide
- 1932: Perfect Control
- 1932: Just Pals
- 1932: Destry Rides Again
- 1932: By Whose Hand?
- 1932: Night Mayor
- 1932: The Devil Is Driving
- 1933: Obey the Law
- 1933: Night of Terror
- 1934: Joe Palooka (Palooka)
- 1934: Vaixell sense port (Transatlantic Merry-Go-Round)
- 1935: Swellhead
- 1935: To Beat the Band
- 1936: Two in the Dark
- 1936: Don't Turn 'em Loose
- 1937: Sea Devils
- 1937: El superdetectiu (Super-Sleuth)
- 1937: Fight for Your Lady
- 1938: Les revetlles de Radio City (Radio City Revels)
- 1938: The Affairs of Annabel
- 1939: The Lady and the Mob
- 1940: The Marines Fly High
- 1941: The Great Mr. Nobody
- 1941: Three Sons o' Guns
- 1942: Secret Enemies
- 1942: The Hidden Hand
- 1943: The Mysterious Doctor
- 1944: The Bermuda Mystery
- 1944: Take It or Leave It
- 1946: Johnny Comes Flying Home
- 1947: It's a Joke, Son!
- 1951: Footlight Varieties
- 1959: Home Run Derby (sèrie TV)

## Filmografia com a productor
- 1931: Goldie
- 1932: No Greater Love
- 1941: Law of the Tropics
- 1941: You're in the Army Now
- 1941: The Body Disappears
- 1941: Dangerously They Live
- 1945: What a Blonde
- 1945: Two O'Clock Courage
- 1945: Zombies on Broadway
- 1945: Radio Stars on Parade
- 1945: Mama Loves Papa
- 1947: Born to Speed
- 1947: The Devil on Wheels
- 1947: The Big Fix
- 1947: Gas House Kids Go West
- 1947: Heartaches
- 1947: The Red Stallion
- 1948: The Cobra Strikes
- 1948: The Amazing Mr. X